# 独立工党
独立工党（英語：Independent Labour Party，缩写为ILP）是英国历史上的一个社会主义政党。
该党成立于1893年1月，创始人及首任领袖是矿工凯尔·哈第。该党的宗旨是：保证集体占有生产资料，实行八小时工作制，禁止使用童工，实行失业津贴和社会保险。随着一些工会大会成员和受费边社影响的知识分子和小资产阶级分子的加入，该党一开始便采取资产阶级改良主义立场，认为马克思主义不适合英国，醉心于议会斗争。1900年劳工代表委员会（1906年改名为工党）成立后，该党以集体身份加入，继续宣传阶级调和。第一次世界大战时期，该党推行社会沙文主义。1921年与其它一些国家的“中派”社会主义政党一起发起组织“第二半国际”。1932年，该党宣布退出工党。同年，该党参与组建“第三半国际”。此后，该党日趋衰落。1947年，独立工党仅有的三名议员全部跳入了工党营垒，而后该党逐步丧失了影响力。1975年，该党改组为“独立劳工出版”，作为工党内部的一个压力团体存在。这个团体的意识形态和传统左翼区别很大——反对指令性计划经济和新自由主义，提倡民主社会主义下有调控的市场经济；反对英军撤出爱尔兰；在911事件后支持美国的反恐战争，并谴责其他左翼“不经思考的反美行为”。
著名作家乔治·奥威尔是该党成员。